# Eskimo Eddie
Eskimo Eddie è un videogioco d'azione di genere misto, di ambientazione polare, pubblicato nel 1984 per Commodore 64 e ZX Spectrum dalla Ocean Software. Nel 1985 la Cascade Games lo ripubblicò con il titolo Ice Busters per Commodore 64; questa versione uscì anche in Nordamerica, edita dalla Star Soft International.
Le versioni per i due computer differiscono soprattutto nel primo livello: su Commodore 64 è un'imitazione di Donkey Kong, mentre su ZX Spectrum è simile a Frogger. Il livello successivo è in entrambi i casi un clone di Pengo.

## Modalità di gioco
Nel primo livello si controlla il personaggio umano di Eskimo Eddie che deve salvare il pinguino Percy.
- Su Commodore 64, come in una versione semplificata di Donkey Kong, Percy è prigioniero in cima a una schermata fissa con piattaforme collegate da scale verticali. Eddie deve raggiungerlo, evitando o saltando le palle di neve che rotolano giù lungo piattaforme e scale.
- Su ZX Spectrum, in modo simile alla prima parte di Frogger, Eddie può muoversi liberamente nelle quattro direzioni e deve attraversare lo schermo dal basso all'alto per prendere Percy e quindi ritornare in basso insieme a lui, evitando orsi polari e iceberg che si spostano continuamente in orizzontale.

Il secondo livello è un clone di Pengo dove si controlla Percy. Su Commodore 64 questo tipo di livello si alterna con quello a piattaforme, mentre su ZX Spectrum si ripete sempre questo tipo dal secondo livello in poi.
Lo scenario è inizialmente un labirinto con pareti formate da cubi di ghiaccio. Percy può camminare nelle quattro direzioni e spingere i cubi. Se dietro il cubo spinto c'è spazio libero, il cubo scivola via fino a fermarsi contro una parete; se non c'è spazio libero, il cubo si sgretola e scompare. Nel labirinto si aggirano quattro mostricciattoli nemici chiamati snowbug (una rivista lo tradusse "cimici polari"), che fanno perdere una vita se toccati. Anche i nemici possono sgretolare i cubi, ma non spostarli. Percy deve eliminare i nemici gettandogli addosso i cubi, ma la prima volta ricompaiono; ogni nemico dev'essere eliminato due volte. C'è inoltre la possibilità di "elettrificare" temporaneamente i bordi esterni fissi dello scenario spingendoli; questo ha l'effetto di immobilizzare per un po' i nemici che si trovano vicino al bordo.
- Solo in versione Commodore 64 sono presenti i tre cubi speciali come in Pengo, che concedono la vittoria del livello e un bonus se spinti tutti l'uno vicino all'altro.
- In versione ZX Spectrum una difficoltà aggiuntiva è data dal fatto che Percy rimane immobile quando spinge un cubo, finché questo non arriva a fermarsi[5]. In compenso, i nemici immobilizzati dai bordi diventano anche vulnerabili a Percy.

## Colonna sonora
Come in Pengo, la colonna sonora del secondo livello è un'imitazione di Popcorn (su ZX Spectrum si sente solo brevemente), mentre il primo livello non ha musica.

## Accoglienza
Ai suoi tempi Eskimo Eddie per ZX Spectrum venne recensito abbondantemente dalla stampa di settore britannica e a volte da quella italiana. Molti giudizi furono positivi, in quanto sebbene fosse un'imitazione di noti arcade, il gioco appariva ben realizzato, ma ci furono anche alcuni giudizi decisamente negativi.
La versione Commodore 64 invece, sia come Eskimo Eddie sia come Ice Busters, venne prevalentemente ignorata dalla stampa.